# Red Queen to Gryphon Three
Albums de Gryphon
Midnight Mushrumps
(1974) Raindance
(1975)
Red Queen To Gryphon Three est le troisième album du groupe britannique de rock progressif Gryphon, réalisé en 1974. L'album-concept raconte une histoire centrée autour d'une partie d'échecs. La musique a une influence très médiévale et baroque, tout comme sur l'album précédent du groupe "Midnight Mushrumps". On peut par exemple noter la présence de basson et de cromorne, deux instruments très peu communs dans la musique rock.

## Liste des chansons
| 1. | Opening Move | Gulland, Harvey, Oberlé, Taylor | 9.42 |
| 2. | Second Spasm | Gulland, Taylor                 | 8.15 |

| 1. | Lament    | Gulland, Nestor, Taylor         | 10.45 |
| 2. | Checkmate | Gulland, Harvey, Oberlé, Taylor | 9.50  |

## Personnel
- Richard Harvey – claviers, flûte à bec, cromorne
- Graeme Taylor – guitares
- Philip Nestor – basse
- Brian Gulland – basson, cromorne
- David Oberlé – batterie, percussions, timbales